# La Chapelle-au-Mans
La Chapelle-au-Mans este o comună în departamentul Saône-et-Loire, Franța. În 2009 avea o populație de 264 de locuitori.

## Evoluția populației
| An        | 1975 | 1982 | 1990 | 1999 | 2006 | 2009 |
| --------- | ---- | ---- | ---- | ---- | ---- | ---- |
| Populație | 359  | 363  | 302  | 274  | 269  | 264  |